# Château de Wailly (Somme)
Le Château de Wailly est une propriété privée située sur le Domaine de Wailly, à Wailly, sur le territoire de la commune de Conty, dans le département de la Somme au sud d'Amiens.

## Historique
Le mariage en 1506 entre Jeanne Mauchevalier, dame de Wailly, Namps au Val et Jean Hallewyn, seigneur d'Esquelbecq, fait entrer Wailly dans la famille d'Hallewyn.
Jean d'Hallewyn a pour successeur à Wailly, son fils Louis d'Hallewyn, mort en 1555, puis le fils de celui-ci, Antoine d'Hallewyn., Bailli d'Amiens, mort en 1608.
Son fils, Charles Maximilien d'Hallewyn, capitaine de 50 hommes d'armes des ordonnances du Roi, conseiller du Roi en ses conseils d'Etat et privé, gouverneur de Rue, meurt en 1630.
Il a pour successeur son fils, Alexandre d'Hallewyn, capitaine des gardes de Gaston d'Orléans, auquel on attribue généralement la reconstruction du château de Wailly, dont la cheminée de la cuisine portait un écusson daté de 1629 aux armes de la famille d'Halluin. 
Le château comportait trois corps de logis disposés en "U", autour d'une cour ouverte vers le Nord.
Après la mort de son fils, François d'Hallewyn, en 1663, la seigneurie de Wailly passe à la famille de Croÿ par le mariage de la sœur de celui-ci, Marie-Joséphine d'Haluin avec Ferdinand François Joseph de Croÿ, à Wailly en 1668.
Après son mariage, en 1762, leur descendant Joseph Anne Maximilien de Croÿ, duc d'Havré, seigneur de Wailly (1744-1839) entreprend d'importants travaux d'embellissement à Wailly : il fait changer la disposition de l'accès, en créant une avenue au nord. Entre le château et l'avenue, il fait édifier sur chaque côté, de vastes dépendances, dont sur le côté droit, un hémicycle de style néo-classique, tout en pierre et orné d'arcades. Il fait aménager une chapelle. 
La Terreur révolutionnaire amène la fuite des propriétaires et interrompt les travaux, qui ne seront jamais repris. 
Le château est saisi, déclaré bien national, vendu en thermidor an III et en partie détruit. 
Au retour d'émigration, la famille de Croÿ parvient à récupérer le domaine, mais avec le château ruiné et s'installa dans les communs. 
A cette époque, les restes du château servent principalement de rendez-vous de chasse.
À la fin du XIXe siècle, à la suite d'un incendie survenu en 1895, l'aile l'ouest fut restaurée.
En 1919, Ferdinand de Croÿ et sa sœur, Sophie de Croÿ, vendent le château de Wailly au baron de l’Épine. En 1922, un nouvel incendie dévaste l'aile subsistante du château, dont les travaux de restauration sont confiés à l'architecte Pierre Parent.Ce dernier donne à l'édifice son aspect actuel, avec un corps de logis surmonté d'un comble mansardé, cantonné symétriquement à chacune de ses extrémités par un pavillon.
En septembre 1944, pendant la Seconde Guerre mondiale, le général Montgomery, commandant en chef des armées britanniques y  établit son quartier général (Q.G.)  .

## Description
Le corps de logis actuel, en brique et pierre, ne représente plus que le tiers du château originel. L'accès au château se fait par une allée bordée par les communs et par un hémicycle en pierre, en ruines. 
Le plan en U du château initial révèle les dimensions imposantes de l'édifice avec des jardins à la française en contrebas de l'aile est. 
La restauration du début du XXe siècle a utilisé des matériaux des bâtiments ruinés.
Le château est une propriété privée, dont une partie est louée pour des réceptions

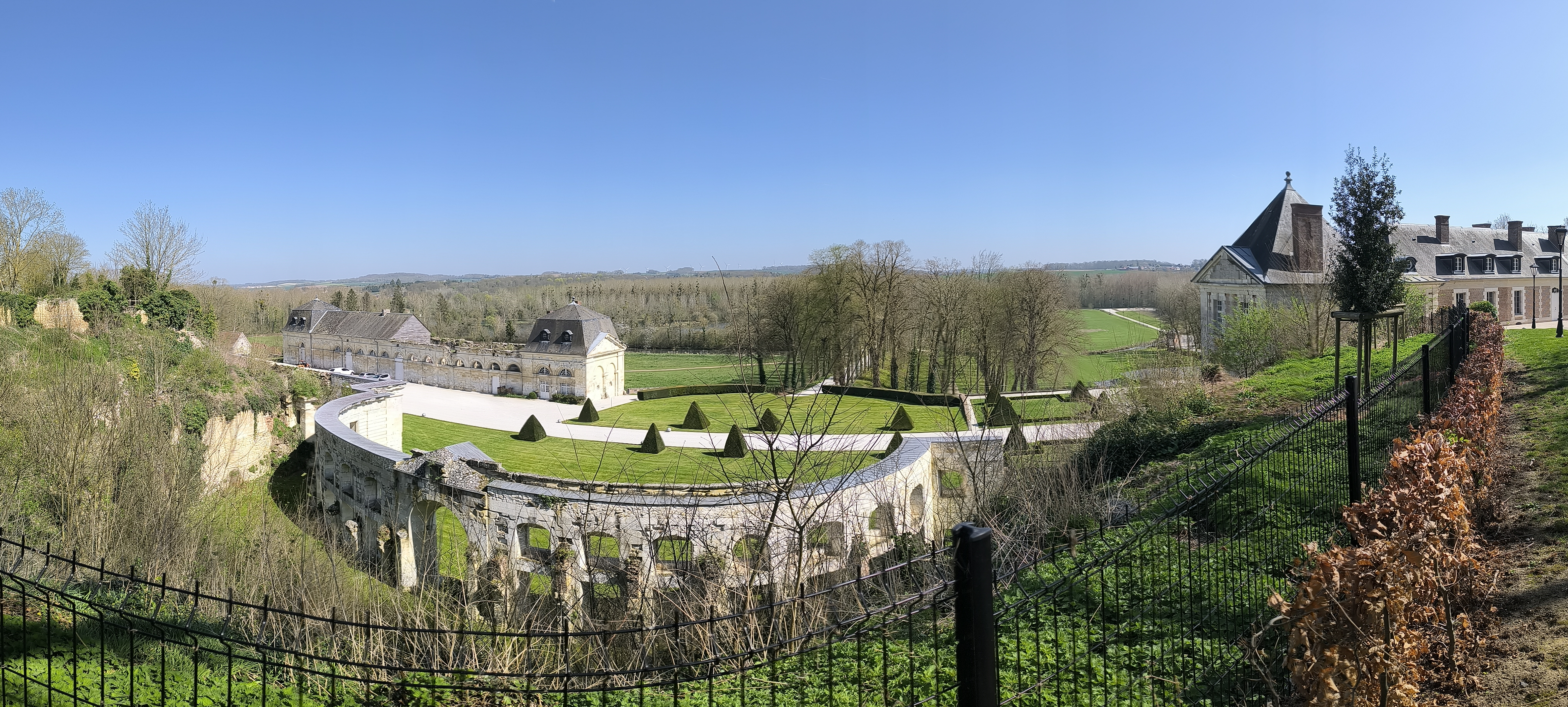
Vue panoramique vers le parc et les communs
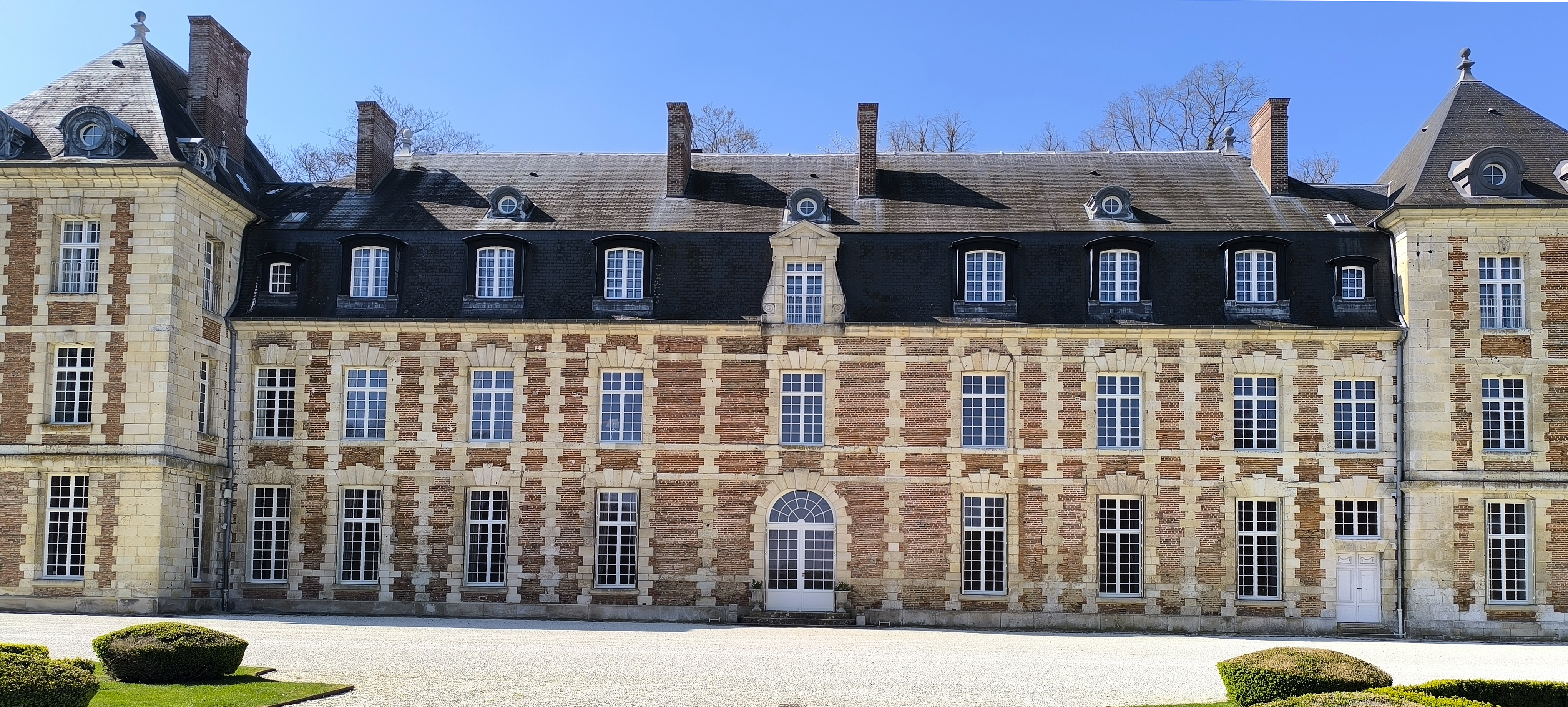
Le corps central du château.
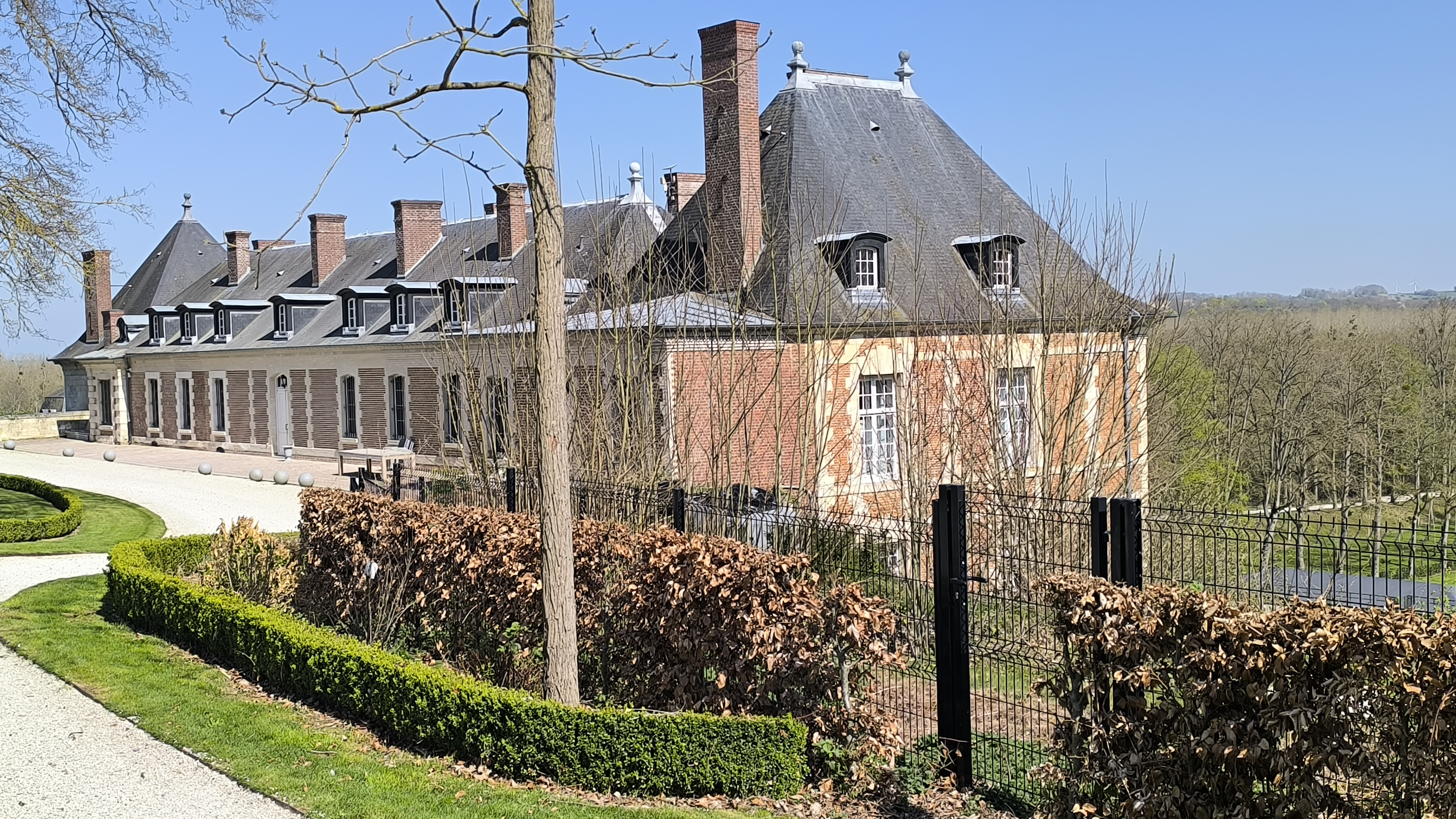
Façade sud.
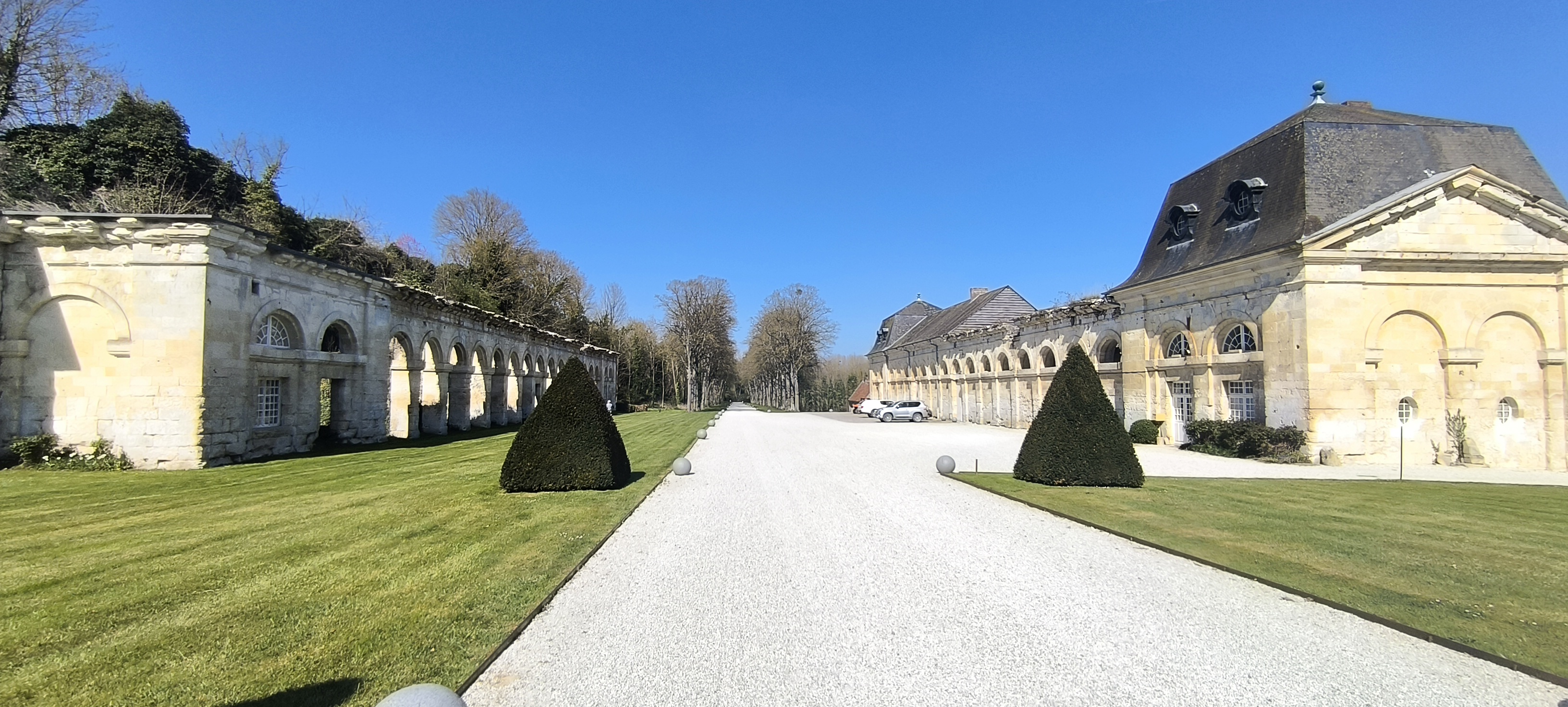
L'allée nord, les communs et une partie de l'hémicycle.
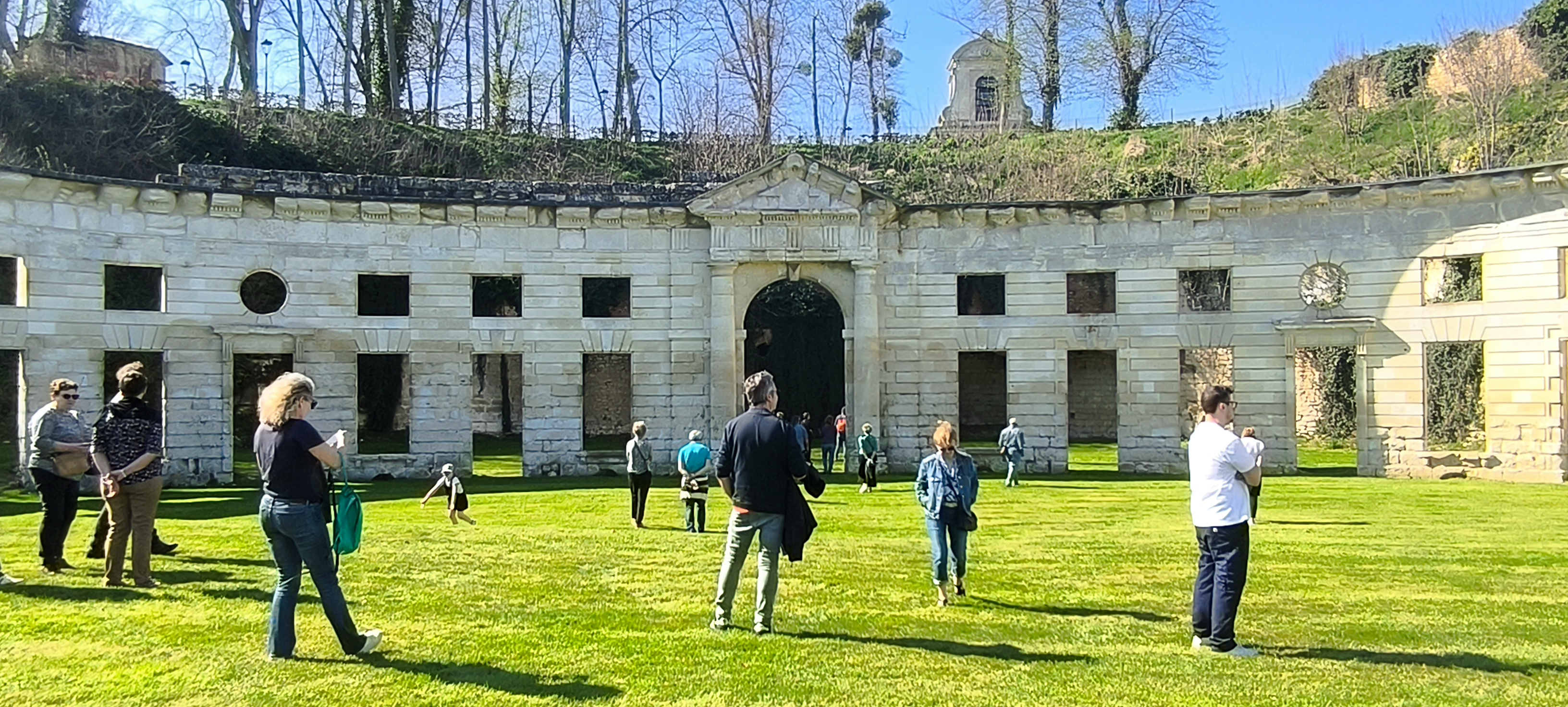
L'hémicycle.
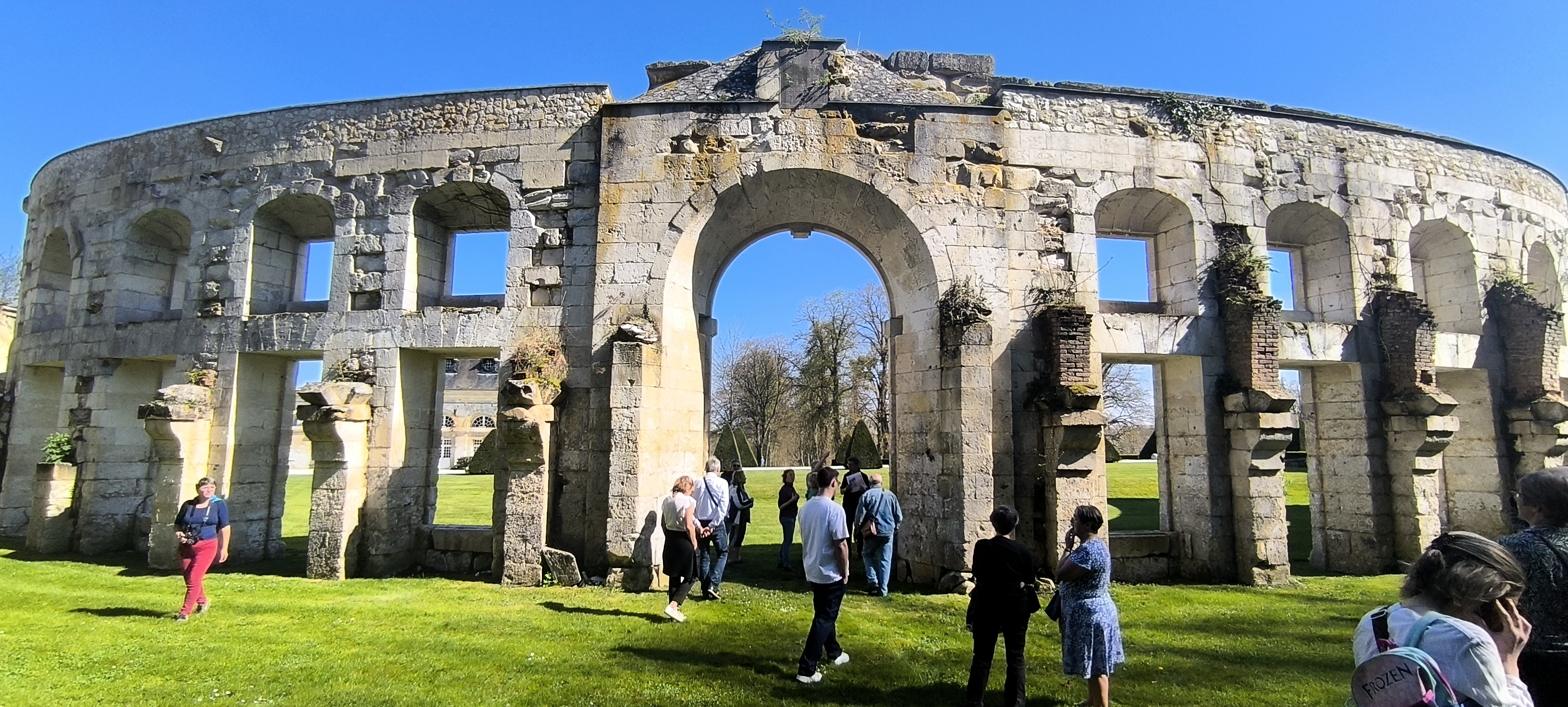
L'arrière de l'hémicycle.
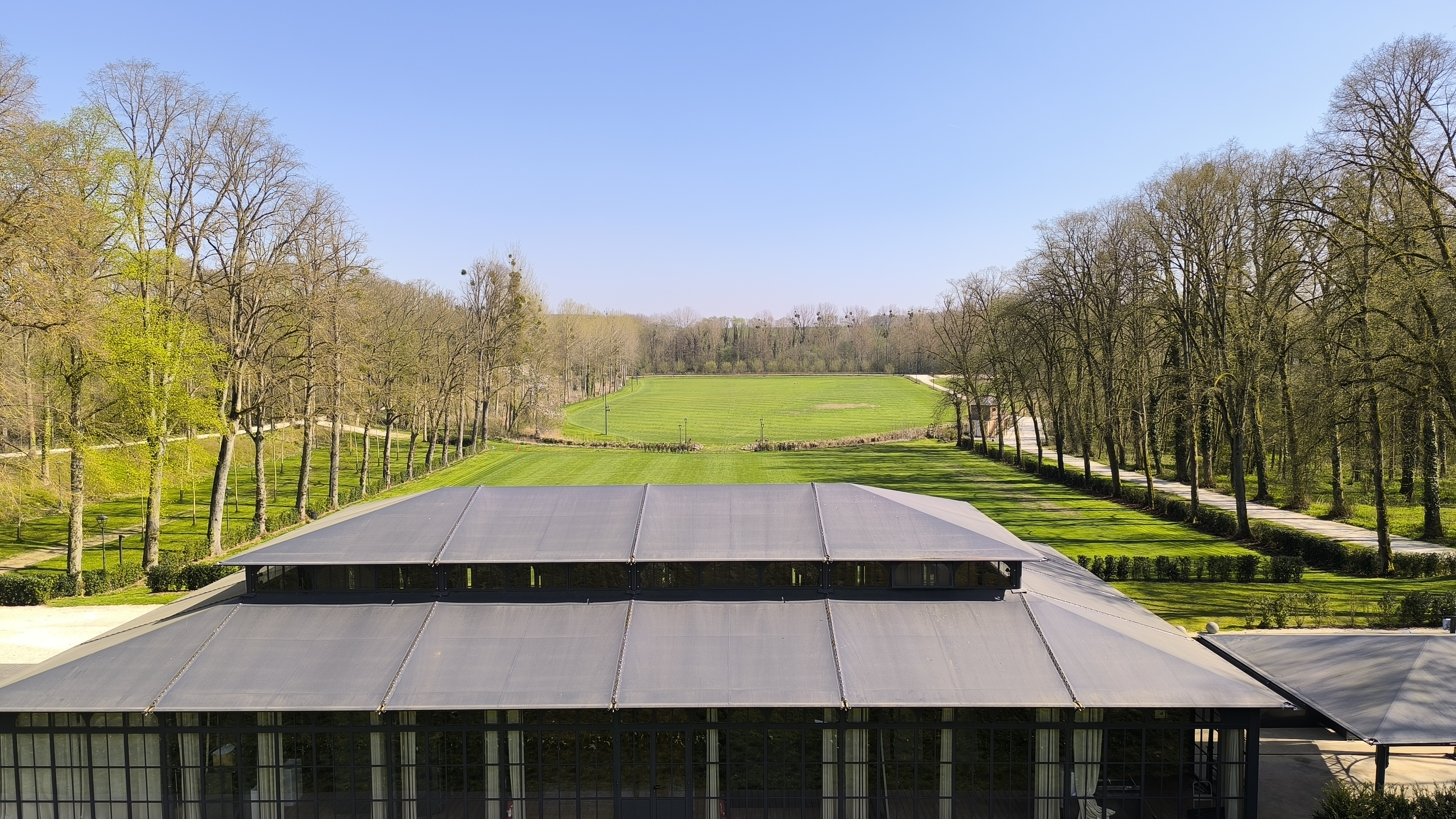
Orangerie et le parc, vus depuis la terrasse du château.